# Полерєка (потік)
Полерєка (словац. Polerieka) — річка; ліва притока Турця, протікає в окрузі Турчянські Теплиці.
Довжина приблизно 6,6—7,0 км. Витік знаходиться в масиві Ж'яр; схил гори Гучлава — на висоті приблизно 780 метрів.
Протікає територією сіл Абрамова; Ондрашова і Блажовце. Впадає в Турець на висоті приблизно 440-445 метрів.